# Xã Cedar Creek, Quận Slope, Bắc Dakota
Xã Cedar Creek (tiếng Anh: Cedar Creek Township) là một xã thuộc quận Slope, tiểu bang Bắc Dakota, Hoa Kỳ. Năm 2010, dân số của xã này là 25 người.